# Лука Андрейнин
Лука Андрейнин български майстор и войвода в Чипровското въстание.
Роден е около 1640 г. Предполага се, че фамилията му притежава собствен рудник на северозапад от село Железна, както и лозя. В ковашките работилници в село Железна подготвя оръжие за въстанието. Обучава ковачите да изработват оръжие, а също и миньорите да боравят с оръжието и да използват конете в битка. При избухването на Чипровското въстание повежда конницата на миньорите от Чипровец и Железна към Кутловица. След битка в Жеравица дава заповед за отстъпление към Чипровец, където оцелелите са посрещнати от Георги Пеячевич. Лука Андрейнин е убит в последния бой на въстанието през 1688 г.